# Чекаючи на Боджанґлза
«Чекаючи на Боджанґлза» (фр. En attendant Bojangles) — дебютний роман Олів'є Бурдо, опублікований Éditions Finitude 7 січня 2016 року. Він став міжнародним бестселером. Англійський переклад, виконаний Ріганом Крамером, опублікувало видавництво Simon & Schuster 19 березня 2019 року, український — 2018 року Видавництвом Старого Лева. У 2021 році відбулася прем'єра однойменної екранізації.

## Сюжет
У романі розповідається історія ексцентричної пари Луїзи та Жорджа та їх маленького сина. Вони живуть разом у своїй квартирі, де також проживає мадемуазель Зайва, домашня тварина журавель степовий з Нумідії, а іноді і сенатор. Пошту майже ніхто не відкриває. Кожного дня пара танцює під пісню Mr. Bojangles у виконанні Ніни Сімон. Роман описує боротьбу Луїзи з психічною хворобою та те, як сім'я намагається впоратися з нею. Роман частково римований і перемежовується записами із щоденника Жорджа.

## Передумови та публікація
Олів'є Бурдо був агентом з нерухомості в Нанті, коли втрата роботи змусила його присвятити себе літературі. Він витратив два роки на написання свого першого роману, похмурого і цинічного твору обсягом понад 500 сторінок, який був відхилений видавцями. Перебуваючи з батьками в Іспанії, він присвятив себе написанню протилежного, більш легковажного твору. Книга «Чекаючи на Боджанґлза» була написана за сім тижнів. У квітні 2015 року Бурдо надіслав рукопис до видавництва Éditions Finitude, яке з ентузіазмом його прийняло.

## Відгуки
Kirkus Reviews писав: «Частково римована структура майже завжди відчувається органічно (лише зрідка читається як милозвучна або вимушена) і надає оповіді відчуття потоку та динаміки. Але саме непереборне, дитяче почуття захоплення — навіть перед обличчям неймовірного смутку — робить роман справді приємним читацьким досвідом і таким, що викликає складні та суперечливі емоції».
Французький критик Бернар Піво високо оцінив роман за його «абсурдність, яка стає ще більш непереборною, оскільки вона розумна та під контролем».

## Відзнаки
Роман отримав кілька французьких літературних премій, зокрема:
- Prix du roman France Télévisions[8]
- Премія Еммануеля Роблеса[9]
- Гран-прі RTL-Lire[8]
- Премія студентського роману France Culture-Télérama[8]
- Премія Літературної академії Бретані та Пеї-де-ла-Луар

## Адаптації
У 2017 році була створена театральна адаптація Вікторією Берже-Перрен з Анн Шар'є, Дідьє Брісом і Віктором Буленже в головних ролях. Він дебютував у липні 2017 року на фестивалі OFF Festival d'Avignon. Починаючи з січня 2018 року вистава була поставлена в Театрі де ла Пепіньєр у Парижі. У пізніших постановках Шар'єра змінила Жюлі Деларм. Вистава транслювалася на France 4 3 квітня 2022 року.
7 вересня 2017 року роман був адаптований для радіопрограми Samedi noir і транслювався на France Culture.
У листопаді 2017 року роман був адаптований як комікс Інгрід Чабберт і Керол Морель, опублікований як альбом коміксів видавництвом Éditions Steinkis.
У 2020 році видавництво Éditions Finitude опублікувало нове видання роману, проілюстроване карикатуристом Крістіаном Кайо.
Однойменну екранізацію зняв Режис Ройнсард, у головних ролях батька та матері знялися Ромен Дюріс та Віржині Ефіра. Прем'єра відбулася в жовтні 2021 року на Міжнародному кінофестивалі в Ла Рош-сюр-Йон. Він вийшов у прокат у Франції 5 січня 2022 року.
З 11 по 23 січня 2022 року в Galerie du Génie de la Bastille в 11 окрузі Парижа відбулася виставка картин Сусани Мачадо, натхненних історією роману та зйомками фільму.

## Українське видання
Український переклад книги було опубліковано 2018 року Видавництвом Старого Лева. Переклад з англійської Ірини Славінської.